# Tinamou à grands sourcils
Crypturellus transfasciatus
Espèce
Statut de conservation UICN

 NT  : Quasi menacé
Le Tinamou à grands sourcils (Crypturellus transfasciatus) est une espèce d'oiseaux de la famille des Tinamidae.

## Répartition
Cet oiseau vit dans l'ouest de l'Équateur et du Pérou.